# Rietveld (Alphen aan den Rijn)
Rietveld is een buurtschap behorende tot de gemeente Alphen aan den Rijn in de Nederlandse provincie Zuid-Holland. Het ligt ten zuiden van de plaats Alphen aan den Rijn in het noorden van het gebied met de boomkwekerijen van Boskoop. Het gehucht ligt in de Rietveldse polder. Iets ten oosten ligt het poldergebied Polder Rietveld.
De buurtschap is een van de weinige overgebleven vaardorpen in Zuid-Holland. Tot de jaren 60 van de vorige eeuw ontbraken toegangswegen geheel. Thans is nog steeds een deel van de panden uitsluitend over water bereikbaar. De bijnaam van de buurtschap en hiernaar vernoemde bootverhuur betreft Klein-Giethoorn. In de buurtschap bevindt zich de Rietveldse Molen.
Tot 1 januari 2014 behoorde Rietveld tot de gemeente Rijnwoude, sindsdien behoort het tot de fusiegemeente Alphen aan den Rijn.
Hoofdplaats: Alphen aan den Rijn     Wijken en Buurten: Oudshoorn · Ridderveld · Zegersloot · Hoorn · Hoge Zijde · Lage Zijde · Steekterpolder · Kerk en Zanen · Rietveld

Dorpen: Aarlanderveen · Benthuizen · Boskoop · Hazerswoude-Dorp · Hazerswoude-Rijndijk · Koudekerk aan den Rijn · Zwammerdam

Buurtschappen: Bent · Benthorn · De Roemer · Draaibrug · Gnephoek · Gouwsluis · Groenendijk · Groeneweg · Halve Raak · Heimansbuurt · Hogeveen · Hoogewaard · Hoorn · Kort-Steekterweg · Laag Boskoop · Lagewaard · Loete · Middelburg (deels) · 's-Molenaarsbuurt · Oostbuurt · Otweg · Ridderbuurt · Rietveld · De Roemer · Steekterweg/Goudse Rijpad · Spoelwijk · Voorweg · Westeinde

Historische gemeentes: Rijnwoude · Zuidwijk

Zuid-Holland: Steden en dorpen    Nederland: Provincies · Gemeenten
Volledige vaardorpen: Giethoorn · Jonen · Rietveld · Zuideinde

Gedeeltelijke vaardorpen: Belt-Schutsloot · Dwarsgracht · Kaag (Faljeril & Vogelskamp) · Kalenberg · Nederland · Sluipwijk (deel bij Vogelzang) · Wetering · Zevenhuizen